# Valdemar Schiøtt
Valdemar Schiøtt   (Copenhaguen, 8 d'agost de 1826 - Copenhaguen, 13 d'abril de 1915) era un flautista, mestre de capella i filantrop danès.

## Carrera
Schiøtt era fill del gravador de coure Søren Schiøtt (1795-1868) i Caroline Lindholm (c. 1794-1872). Niels Petersen va ensenyar música inicialment al músic i aviat va adquirir una pràctica considerable com a professor de música i orquestra per la seva diligència de ferro. El 1847 va fundar la "New Musical Society", que realitzava concerts mensuals a la Hofteatret, però quan va ser donat d'alta com a soldat durant els anys de la guerra, va haver d'abandonar el ser director d'orquestra el 1849, i l'associació, que comptava amb uns 600 membres, en aquell temps estava malalt. El 1841 va ser aprenent com a flautista a la Capella Reial el 1852, que va ser, fins a la seva dimissió el 1889.
Malgrat la seva condició i el seu negoci privat, només un curt període de descans li va permetre viure, però va emprendre durant diversos anys sense tenir en compte l'educació musical fundada per l'Ordre de la Cadena per a cecs, i com a primer professor de música a l'Institut Estatal de Ceguesa (des de la seva fundació de 1858 a 1903), Schiøtt va treballar amb ganes. per al cas del cec. El 1857 havia estudiat educació musical per a cecs, i aquí va introduir el sistema "Braille Node", va construir diversos aparells: el taulell mòbil per a professors de cecs a cecs, una màquina d'escriure notes (juntament amb l'enginyer C. Møller), etc., i per part de diversos, amb el suport públic. Viatja a congressos de professors cecs a l'estranger dedicats profundament a la seva assignatura.

## Filantropia
"Alguna cosa s'ha de fer" era el seu lema, i la seva capacitat per despertar la caritat de la gent va arribar al màxim, i va organitzar incansablement concerts i tals al servei de la caritat. El 1866 va formar una associació, l'Associació Escolar del 28 de gener de 1866, anomenada Memorial de Valdemar Schiøtt, per proporcionar als nens dotats de pares no educats la gratuïta d'escolarització; va ajudar una mitjana de 100 nens a l'any durant diversos anys (al voltant de l'any 1900).
Schiøtt va ser també el fundador de la distribució nadalenca (que després va venir sota l'Ordre de la Francmaçoneria danesa) 1867 i fundador de la "Freemason Foundation" 1873-75, fundador de la Societat de Caritat SNIK (Hidden Emergency a Copenhaguen) 1875 i fundador de la "Birthday Crown Association 1886", que va recaptar els seus fons per que Schiøtt va recollir personalment una corona el dia de l'aniversari dels membres.
Va rebre la Medalla al Mèrit en Or el 1858 i es va convertir en Cavaller de la Dannebrog 1888. El 1904 es va convertir en professor titular.
Schiøtt es va casar el 18 de novembre de 1854 a l'església del castell de Christiansborg, amb Laura Gottliebine Lovise Amanda Hans, filla del cambrer reial, i de cambra Hans Peter Hans (1799-1852) i Louise Augusta Florentine Thim (1808-1888).